# 青岛黄海学院
青岛黄海学院，是中国1996年成立的山东省教育厅管辖的民办本科高校，校址位于中华人民共和国山东省青岛市黄岛区灵山卫街道。学院北依珠山国家级森林公园，东临龙山、西靠虎山、南傍黄海，与灵山岛风景区隔海相望。

## 历史沿革
- 1996年5月，青岛经济技术开发区黄海职业技术培训学校设立。
- 1997年3月，改设为山东省经济职工中专学校黄海分校。
- 1998年5月，更名为青岛经济技术开发区黄海职业技术专修学校。
- 2000年4月，更名为青岛经济技术开发区黄海职业学校。
- 2001年3月，更名为青岛经济技术开发区黄海职业技术专修学院。
- 2001年4月，更名为青岛经济技术开发区黄海职业高级学校。
- 2001年6月，更名为青岛经济技术开发区黄海职业专修学院。
- 2002年5月，更名为青岛黄海职业专修学院。[1]
- 2003年4月，经山东省人民政府批准，教育部备案青岛黄海职业学院[2]。
- 2011年5月，经教育部批准，晋升为本科层次民办普通高校青岛黄海学院[3]。
- 2015年6月，经山东省人民政府学位办批准，获得学士学位授予权[4]。

## 学校建设
学院占地1660余亩，校舍建筑面积44万余平方米，建有教学楼、学生宿舍楼、实验中心等教学文体设施。教职工1200余人，自有专任教师700余人，外聘教师260余人。图书馆总面积2.095万平方米，馆藏纸质图书153.7万册，中外文电子期刊7000多种，电子类图书60.14万册。

## 组织管理
学校以本科教育为主，同时举办专科层次高等职业教育，实行校、院（部）两级管理。

### 行政部门
- 学院办公室
- 人事处
- 财务处
- 学生工作处
- 招生处
- 就业指导中心
- 发展规划处
- 后勤服务处
- 采购办
- 安全保卫处
- 督察室
- 信息技术中心
- 设备管理中心
- 资产管理办公室

### 教研机构
- 科研处
- 教务处
- 继续教育中心
- 语言文字办公室
- 图书馆
- 心理健康教育
- 国际交流中心
- 体育教学部

### 二级学院
- 机电工程学院
- 建筑工程学院
- 国际电子商务学院
- 交通与船舶工程学院
- 财经学院
- 管理学院
- 基础教学部
- 大学生就业创业孵化基地
- 影视艺术与教育学院
- 实训中心
- 艺术学院
- 学前教育学院
- 护理与健康学院

### 党团组织
- 党群建设
- 共青团
- 宣传部
- 工会
- 知联会
- 妇委会
- 思政部

### 其他
- 博物馆
- 雷锋纪念馆
- 书画艺术研究会